# Reserva natural de Jingán
La reserva natural de Jingán (en ruso: Хинганский заповедник, romanizado: Khinganskiy zapavyednik; también conocida como Jingansky) es un zapovédnik (reserva natural estricta) de Rusia, ubicada en el extremo sureste de la región del río Amur en el Lejano Oriente ruso. La reserva cubre dos tipos de hábitat: las tierras bajas planas de Arjarinskaya con abundantes humedales y las estribaciones boscosas de las montañas Pequeño Jingán. En particular, la reserva de Jingán se creó para proteger los paisajes de estepa y estepa forestal, y los sitios de anidación de la grulla de Manchuria (Grus japonensis) y la vulnerable grulla cuelliblanca (Antigone vipio), en peligro de extinción. La reserva está situada en el distrito administrativo (raión) de Arjarinski del óblast de Amur.

## Topografía
La reserva natural de Jingán está dividida en dos secciones claramente separadas, una en las llanuras entre montañas del Amur-Zeya-Bureya (alrededor del 70 % del área), y otra en las colinas bajas y escarpadas de la orilla izquierda del río Amur (70 % del área). Las tierras bajas son lagos y ríos cuaternarios de rocas aluviales y sedimentarias. La sección montañosa tiene un promedio de 200 a 400 metros de altura, con el punto más alto (el Monte Erakticha) con 504 metros de altitud.

## Clima y ecorregión
La reserva natural de Jingán se encuentra localizada en la ecorregión de praderas esteparias del Amur. Esta es una llanura aluvial fértil de baja altitud, con parches de bosques caducifolios de subtaiga. Situado en el medio del río Amur en el Lejano Oriente ruso y al noreste de China, los árboles generalmente se encuentran solo en las áreas altas, debido a las frecuentes inundaciones de las llanuras. El endemismo de especies es bajo, en parte porque el área no fue glaciada en la última Edad de Hielo.
La región tiene un clima continental húmedo - subtipo de verano fresco (clasificación climática de Köppen (Dwb)). Este clima se caracteriza por una alta variación de temperatura, tanto diarias como estacionales; con inviernos largos y fríos y veranos cortos y frescos sin promediar más de 22 °C (71,6 °F). La precipitación media es de unos 604 mm/año. La temperatura media en el centro de la ecorregión es de -24,9 °C (-12,8 °F) en enero y de 20,3 °C (68,5 °F) en julio.

## Flora y fauna

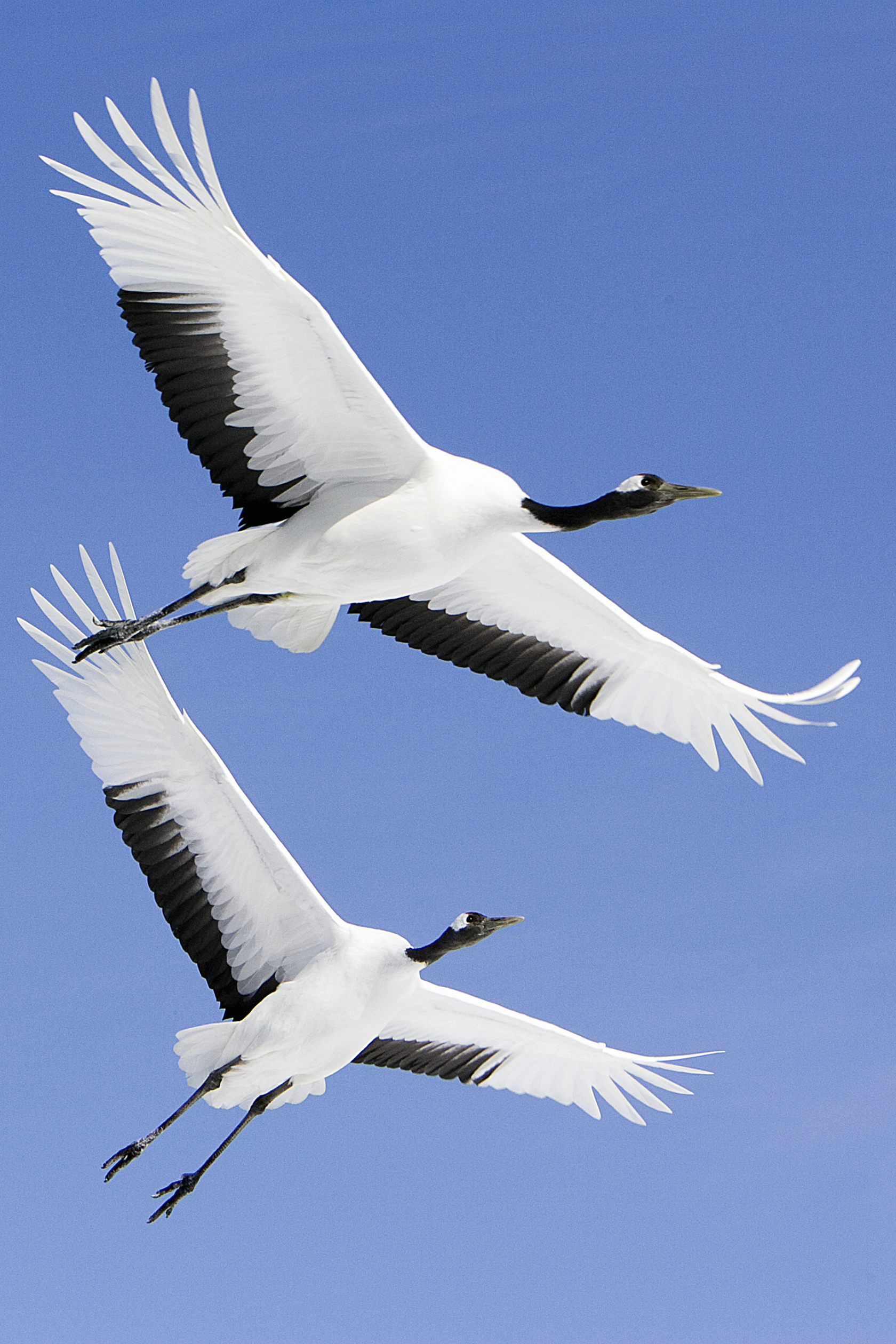
Grulla de Manchuria (Grus japonensis)

La flora y fauna de la reserva están marcados por la interpenetración de diferentes grupos florísticos, con una amplia variedad de condiciones de crecimiento y microclimas, en la intersección de pastizales de llanura, humedales (incluidos pantanos de esfagno) y alerces y cedros de hoja ancha. hábitats forestales. La sección de las llanuras de la reserva exhibe un terreno tipo estepa forestal del Lejano Oriente, típicamente formado por juncias, juncos y praderas de pastos mixtos intercalados con bosques isla de abedules. La sección montañosa exhibe un terreno forestal de hoja ancha típico del Lejano Oriente.

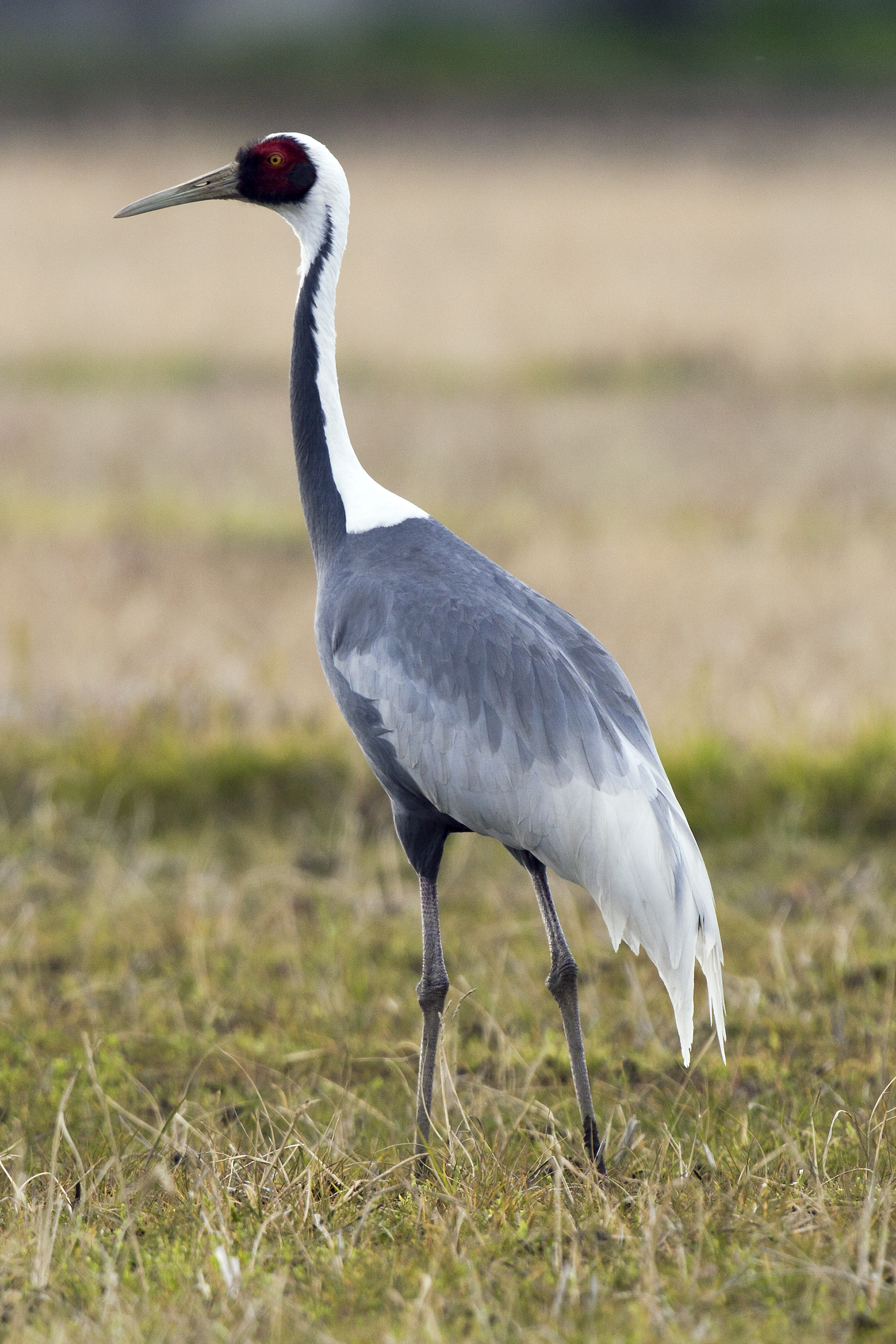
Grulla cuelliblanca (Antigone vipio)

Los animales de la reserva son una mezcla de los residentes típicos de los bosques de Siberia Oriental y la región de Manchuria: es decir grandes ungulados (corzo, wapiti, jabalí) y habitantes del bosque (ardilla listada, ardilla, lobo, zorro, oso pardo, sable, alce). Se han registrado más de 290 especies de aves, tanto acuáticas para los hábitats de los humedales como aquellas que habitan en los bosques. Los peces más comunes en los lagos son la carpa, el piscardo y la locha, en los ríos los peces más comunes son el tímalo.

## Ecoturismo
Como reserva natural estricta, la reserva está, en su mayor parte, cerrada al público en general, aunque los científicos y aquellos con propósitos de «educación ambiental» pueden hacer arreglos con la administración del parque para visitas. Sin embargo, hay algunas rutas «ecoturísticas», como White Bird Lake que están abiertas al público en general, pero se deben hacer arreglos en la oficina principal. El personal de la reserva ofrece visitas guiadas a los lagos para ver el florecimiento del loto desde mediados de julio hasta mediados de agosto. Los grupos de turistas son bienvenidos por acuerdo y se reciben más de mil visitantes cada año. Hay alojamientos rústicos disponibles en algunas de las áreas de amortiguamiento que rodean a la reserva.
La reserva actualmente lleva a cabo un programa de voluntariado para grupos dispuestos a ayudar con actividades de conservación en el campo. La oficina principal, que también tiene un pequeño museo de la naturaleza y un vivero de vida silvestre abierto al público, se encuentra en la cercana ciudad de Arjara.

## Sitio Ramsar Jingano-Arjarinskaya

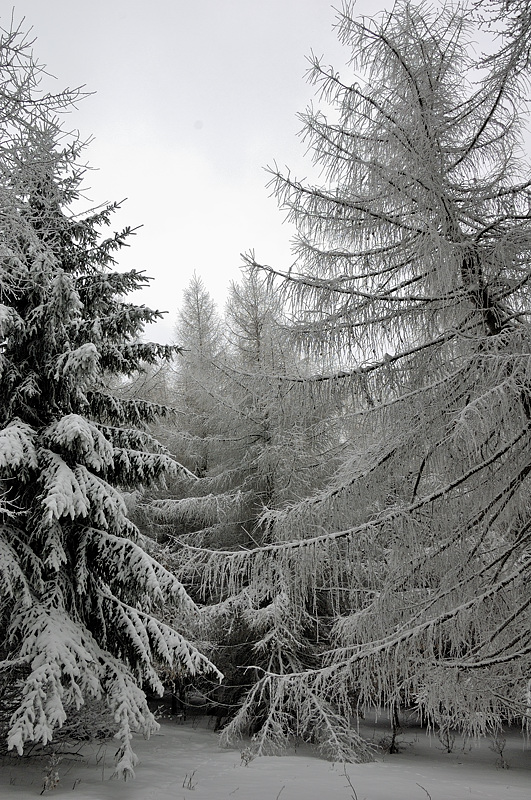
Bosque de alerces en la reserva natural de Jingán.

En 1994, una superficie de 2000 km2 que abarca la reserva es declarada sitio Ramsar (49°10′N 130°00′E) número 684. Se trata de un ecosistema de estepa arbolada húmeda a lo largo del río Amur, en los confines del Extremo Oriente ruso, al sur del río Arjara, afluente del Amur, cerca de la frontera china, en el óblast de Amur. Al otro lado del río Amur, ya en China, se encuentran las montañas del Pequeño Jingán o Jingán, que dan nombre al lugar. Este está formado por vastas llanuras aluviales con ríos pluviales, islas, playas, pequeñas ensenadas, meandros muertos y pantanos.
La vegetación está dominada por praderas húmedas con herbazales que incluyen prados secos, turberas, carrizales y varios tipos de plantas acuáticas. Hay unas 700 especies de plantas vasculares, diez de las cuales son vulnerables. Entre las aves hay patos y gansos, además de algunas especies amenazadas. Entre las actividades humanas, se practica la agricultura, la recogida de heno y la cría de ganado.